# Арройо-дель-Оханко
Арройо-дель-Оханко (ісп. Arroyo del Ojanco) — муніципалітет в Іспанії, у складі автономної спільноти Андалусія, у провінції Хаен. Населення — 2509 осіб (2010).
Муніципалітет розташований на відстані близько 240 км на південь від Мадрида, 100 км на північний схід від Хаена.
На території муніципалітету розташовані такі населені пункти: (дані про населення за 2010 рік)
- Арройо-дель-Оханко: 2492 особи
- Чосас: 17 осіб